# BSK Borča
BSK Borča je srpski nogometni klub iz Borče, u blizini Beograda. Trenutno se natječe u Prvoj ligi Srbije. Osnovan je godine 1937., na zahtjev mještana koji su bili zainteresirani za nogomet. Posebno se tamo isticao Vitomir Maksin, koji je kupio prvu opremu.
Prvu službenu utakmicu klub je odigrao 6. svibnja 1937. protiv ekipe iz Bačkog Petrovog Sela i pobijedio s 4:2. Klub je obnovljen 1946. godine pod istim imenom. Kasnije mijenja ime u Hajduk, a 1951. godine prestaje s radom. Od 1953. neprekidno se natječe pod današnjim imenom.
U novom tisućljeću, od 1999. do 2002. igrali su u Drugom saveznom rangu. Iako su opstali unatoč reorganizaciji lige, odustali su i zahvaljujući tome što je FK Vrbas sačuvao drugoligaški status. U Srpskoj ligi "Beograd" su igrali do 2006. godine, kada su se plasirali u novoosnovanu Prvu ligu Telekoma Srbije. Od tada bilježe velike uspjehe: bili su četvrti 2007. godine, 2008. treći, a 2009. prvi i tako su ušli po prvi put u najviši rang srpskog nogometa, Superligu Srbije. Planira se rekonstrukcija stadiona Borča, pa će BSK Borča prvu polovicu prvenstva igrati na stadionu na Karaburmi. Navijači se zovu Kompanija Borča.

## Vanjske poveznice
- Službene stranice kluba